# Axel Holzhausen

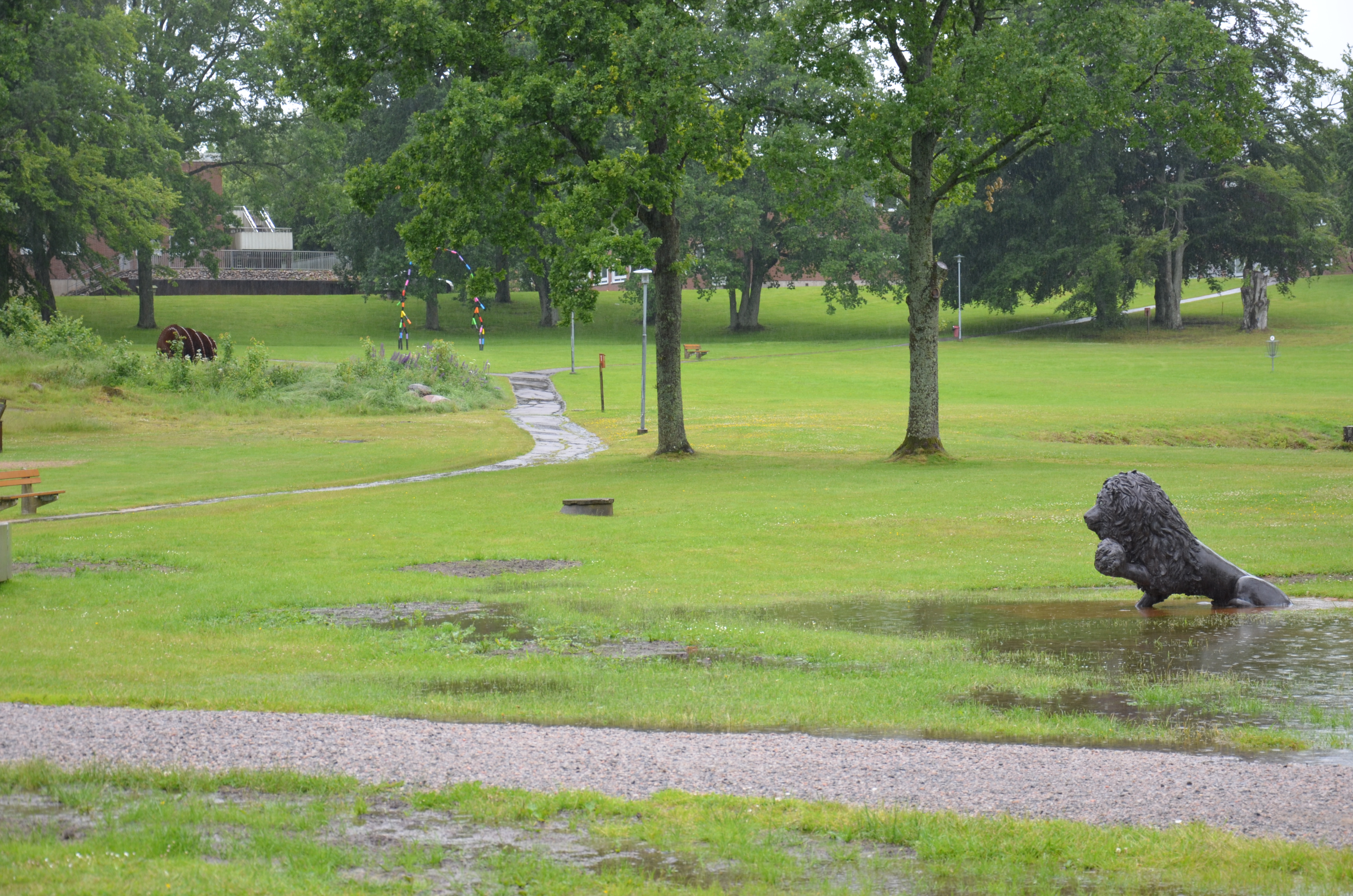
Holzhausens park i Vänersborg.

Herman Axel Wilhelm Holzhausen, född 12 september 1871 i Göteborg, död 1940, var en svensk trädgårdsarkitekt.
Axel Holzhausen var anställd vid Trädgårdsföreningen i Göteborg 1905–16 och chef för Nordiska Kompaniets trädgårdar vid Haga och Ulriksdal 1917–21. År 1910 anlade han Holzhausens park vid dåvarande Vänersborgs hospital och asyl.
Han utgav bland annat Orchidéer (1916), Perenna växter (1917), Trädgårdens blommor (1922), Våra växter och blommor inomhus (1924), Vårblommor (1924), Kaktéer (1925), Boken om liljor (1927), Lättodlade sommarblommor (1928), Om rosor (1930), Höstens blommor (1931), Tusen olika träd och buskar (1932), Svenskt trädgårdslexikon (1938) samt Odlade växter (4 delar, 1940–43).